# Marija Klawdijewna Tenischewa

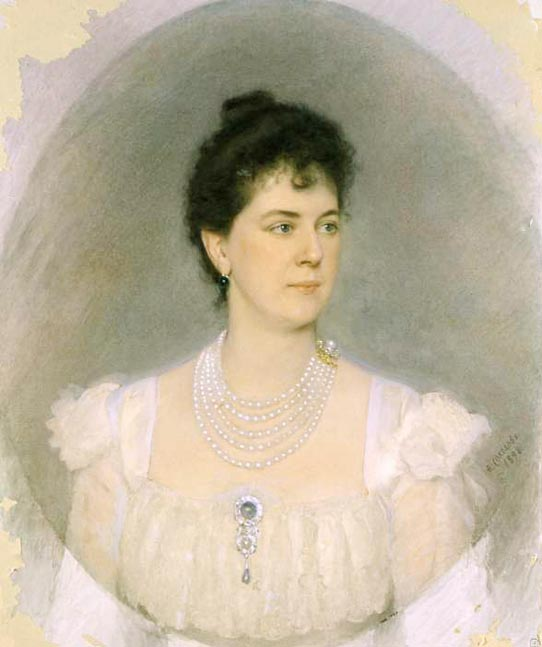
Porträt von Marija Tenischewa

Marija Klawdijewna Tenischewa (russisch Княгиня Мари́я Кла́вдиевна Те́нишева), geborene Pjatkowskaja (russisch Пятковская); * 20. Maijul. / 1. Juni 1858greg. in Sankt Petersburg; † 14. April 1928 in La Celle-Saint-Cloud (Frankreich) war eine russische Sängerin, Künstlerin, Kunstsammlerin, Kunst-Mäzenin und Philanthropin.

## Leben
Die unehelich geborene Marija Pjatkowskaja wuchs auf im Petersburger Hause ihres reichen Stiefvaters, des Eisenbahn-Unternehmers Moritz von Desen, der ihre Mutter geheiratet hatte. 1874 nach einer Privatschulerziehung ließ sie sich von dem 23-jährigen Rechtsanwalt Rafail Nikolajewitsch Nikolajew heiraten, um Freiheit zu gewinnen. Sie gebar eine Tochter Marija, aber die Ehe war unglücklich, da ihr Mann ein Spieler war. Es gab Gerüchte, dass Marija die Tochter des Kaisers Alexander II. war und Rafail Nikolajewitsch Sohn des Kaisers Nikolaus I.
Bald reiste die jetzige Marija Nikolajewna mit ihrer Tochter nach Paris, um bei Mathilde Marchesi Gesang zu studieren und ihre Sopran-Stimme auszubilden. Sie nahm auch Zeichnen-Stunden, obwohl ihre finanzielle Situation sehr begrenzt war, da ihr Mann ihre Ausreise verweigert hatte und ihre Mutter sie nicht mehr unterstützte. Von einem Agenten wurde ihr eine Reise mit Auftritten in Frankreich und Spanien angeboten, was sie aber ablehnte wegen eines Streits mit dem Agenten. Auch stellte sie fest, dass ein Leben als Sängerin auf der Bühne nichts für sie war. Sie kehrte zurück nach St. Petersburg und studierte Kunstgeschichte an der Zentralschule für Technisches Zeichnen des russischen Bankiers und Philanthropen Baron Alexander von Stieglitz.
1892 heiratete sie der sehr vermögende Industrielle Fürst Wjatscheslaw Nikolajewitsch Tenischew (nach schneller Scheidung von seiner ersten Frau), von dessen Verwandtschaft sie jedoch nicht anerkannt wurde. Der Wohnsitz des Paares wurde der vom Fürsten erworbene Besitz an der Desna in der Oblast Brjansk. Sogleich gründete die jetzige Fürstin Marija Tenischewa eine einklassige Berufsschule für Schlosser und Schweißer, aus der das Brjansker Polytechnikum wurde.

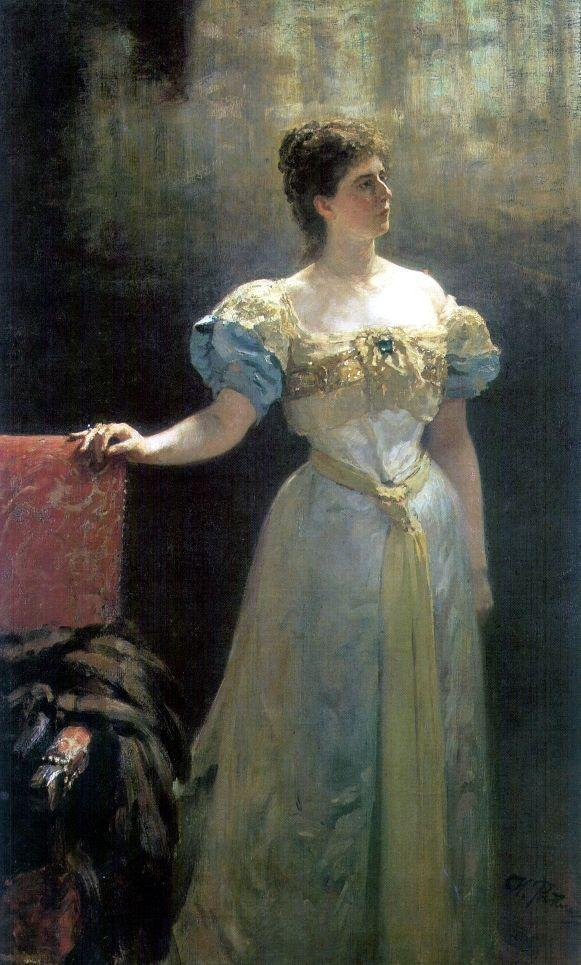
Repins Porträt von Tenischewa

Fürstin Tenischewa sammelte Aquarelle und war mit vielen Künstlern befreundet, insbesondere mit Wasnezow, Wrubel, Roerich, Maljutin und Paolo Troubetzkoy. Insbesondere unterstützte sie Benois, Djagilew und Bilibin. In St. Petersburg betrieb sie 1894–1904 eine Atelier-Schule für junge Leute zur Vorbereitung auf ein Kunst-Studium, in dem Repin unterrichtete. Eine solche Schule etablierte sie dann auch noch in Smolensk. Sie gehörte zu den Gründern und Unterstützern der Zeitschrift und Bewegung Mir Iskusstwa (Welt der Kunst) wie auch ihr Freund Sawwa Mamontow. Auf ihren Reisen in Europa zusammen mit ihrem Mann kaufte sie Gemälde, Porzellan, Marmor-Skulpturen, Schmuck und Gegenstände von historischem Wert aus China, Japan und aus dem Iran.
Ebenso reiste die Fürstin mit ihrem Mann in Russland, besuchte die alten Städte Rostow am Don, Rybinsk, Kostroma und das Land an der Wolga, wo sie in den Dörfern und Klöstern die russische Volkskunst kennenlernte und Werkzeuge, Kleider, Möbel, Schmuck und Gläser sammelte. 1893 kaufte sie von ihrer Freundin Fürstin Jekaterina Konstantinowna Swjatopolk-Tschetwertinskaja deren Besitz Talaschkino und gründete und unterstützte dort eine Künstlerkolonie zur Förderung der russischen Volkskultur. 1895 sorgte Fürstin Tenischewa dort für eine Schule mit Bibliothek, Küche, Ess- und Schlafräumen für die Kinder in der Umgebung, wobei Waisenkinder den Vortritt hatten und von ihr unterhalten wurden. Sie selbst betätigte sich als Emailleurin. In Smolensk gründete sie ein Museum für altrussische Kunst. Talaschkino war ihr Lebenswerk und ein bedeutendes Zentrum des russischen künstlerischen Lebens, vergleichbar mit der Künstlerkolonie Abramzewo, bis 1914.
Nach der Oktoberrevolution verließ sie Russland mit ihrer Freundin Fürstin Jekaterina Konstantinowna Swjatopolk-Tschetwertinskaja und ihren Mitarbeitern und ließ sich nach einem Aufenthalt auf der noch nicht von der Roten Armee besetzten Krim schließlich mit ihrer Zofe Lisa in Paris nieder. Ihre russischen Erinnerungen, die ihre Zeit von den späten 1860er Jahren bis Silvester 1917 beschreiben, wurden erst nach ihrem Tode veröffentlicht.
Iwan Bilibin schrieb in seinem Nachruf: „Ihr ganzes Leben war der russischen Kunst gewidmet, und sie hat unendlich viel für sie getan.“